# Liuba Zaldívar
Liuba Maria Zaldívar Rojas (* 5. April 1993 in Holguín) ist eine ecuadorianische Leichtathletin kubanischer Herkunft, die sich auf den Dreisprung spezialisiert hat und seit 2019 für Ecuador startberechtigt ist.

## Sportliche Laufbahn
Erste internationale Erfahrungen sammelte Liuba Zaldívar im Jahr 2012, als sie bei den Zentralamerika- und Karibikjuniorenmeisterschaften in San Salvador für Kuba startend mit einer Weite von 13,78 m die Goldmedaille gewann. Damit qualifizierte sie sich für die Juniorenweltmeisterschaften in Barcelona, bei denen sie mit 13,90 m die Bronzemedaille gewann. 2019 gewann sie dann für Ecuador bei den Südamerikameisterschaften in Lima mit 13,45 m die Silbermedaille hinter der Kolumbianerin Yosiris Urrutia. Anschließend belegte sie bei den Panamerikanischen Spielen ebendort mit 13,78 m den sechsten Platz und qualifizierte sich zudem für die Weltmeisterschaften in Doha, bei denen sie aber mit 13,56 m den Finaleinzug verpasste. 2020 siegte sie dann bei den erstmals ausgetragenen Hallensüdamerikameisterschaften in Cochabamba mit neuem Landesrekord von 13,52 m, den sie kurz darauf auf 13,57 m verbesserte. 2021 gewann sie dann mit 13,58 m die Silbermedaille bei den Südamerikameisterschaften in Guayaquil hinter der Brasilianerin Keila Costa und bei den Hallensüdamerikameisterschaften 2022 in Cochabamba musste sie sich mit neuem Landesrekord von 13,66 m nur der Brasilianerin Gabriele dos Santos geschlagen geben. Im Mai belegte sie bei den Ibero-Amerikanischen Meisterschaften in La Nucia mit 13,37 m den siebten Platz und siegte anschließend mit 13,57 m bei den Juegos Bolivarianos in Valledupar, ehe sie sich bei den Südamerikaspielen in Asunción mit 13,49 m die Silbermedaille hinter dos Santos sicherte.
2023 belegte sie bei den Südamerikameisterschaften in São Paulo mit 13,33 m auf dem fünften Platz und 2025 gelangte sie bei den Hallensüdamerikameisterschaften in Cochabamba mit 12,90 m auf den fünften Platz.
2019 wurde Zaldívar ecuadorianische Meisterin im Dreisprung.

## Persönliche Bestleistungen
- Weitsprung: 5,60 m (0,0 m/s), 14. April 2019 in Cuenca
- Dreisprung: 14,51 m (+0,3 m/s), 10. Juli 2016 in Medellín
- Dreisprung für Ecuador: 14,05 m (0,0 m/s), 1. Mai 2019 in Medellín (ecuadorianischer Rekord)
  - Dreisprung (Halle): 13,66 m, 20. Februar 2022 in Cochabamba (ecuadorianischer Rekord)